# Mometasone furoato
Mometasone furoato è un glucocorticoide usato localmente per ridurre l'infiammazione della cute o delle vie aeree. È un profarmaco della forma libera, mometasone.

## Farmacodinamica
Mometasone furoato è un corticosteroide di media potenza che deprime la formazione, il rilascio e l'attività di diversi mediatori endogeni dell'infiammazione, tra cui prostaglandine, chinine, istamina, enzimi liposomiali e sistema del complemento. Inoltre il composto modifica la risposta immunitaria dell'organismo.

## Farmacocinetica
L'inalazione di una singola dose di 400 mcg determina concentrazioni plasmatiche quasi sempre al di sotto del limite di rilevabilità. Paragonata alla somministrazione endovenosa la biodisponibilità di una singola dose per inalazione è <1% e la concentrazione plasmatica massima (Cmax) viene raggiunta dopo circa 1-2,5 ore (Tmax).
Il legame alle proteine plasmatiche è intorno al 98%.
Mometasone viene ampiamente metabolizzato a livello epatico dal citocromo P450, in particolare dall'isoenzima CYP3A4.
L'emivita della fase terminale, dopo somministrazione per via endovenosa, si aggira intorno alle 5 ore. L'escrezione avviene principalmente con le feci (74%) e, in quantità decisamente minore, con le urine (8%).

## Usi clinici
Il farmaco è indicato nella terapia di diverse dermatosi steroido–sensibili (ad esempio la psoriasi, dermatite seborroica, dermatite atopica e da contatto, disidrosi, eritema solare) sia nei soggetti adulti che nel bambino. Disponibile anche in soluzione cutanea, in questa forma farmaceutica può essere facilmente impiegato per il trattamento delle dermatosi del cuoio capelluto e di altre aree cutanee ricoperte da peluria.

Mometasone furoato è anche indicato nel trattamento sintomatico della rinite allergica stagionale e perenne e nella profilassi dei sintomi nasali della rinite allergica stagionale, oltre che per il trattamento della poliposi nasale; a tale scopo viene commercializzato sotto forma di spray nasale dalle case farmaceutiche Levante, Deca e Bruschettini, con i nomi commerciali rispettivamente di Momecort, Momil e Brusonex.

È infine indicato nel trattamento di mantenimento dell'asma bronchiale.

## Effetti collaterali ed indesiderati
Per coloro che assumono mometasone furoato per via inalatoria i più frequenti effetti collaterali includono: cefalea, faringite, infezioni a carico delle alte vie respiratorie, sensazione di congestione dei seni paranasali o franca sinusite, candidosi orale, dismenorrea, dolore muscoloscheletrico, artralgie, dispepsia, affaticamento, depressione.
L'applicazione della crema o della soluzione può comportare la comparsa di dolore, sensazione di bruciore e reazioni cutanee nel sito di applicazione. Talvolta si può notare la comparsa di infezioni, foruncolosi e più raramente di follicolite.

## Controindicazioni
Mometasone è controindicato nei soggetti con ipersensibilità nota al principio attivo oppure ad uno qualsiasi degli eccipienti della forma farmaceutica. È inoltre controindicato nei soggetti affetti da acne volgare, prurito genitale e perianale e nelle eruzioni da pannolino.
Non deve essere utilizzato in caso di infezioni batteriche (impetigine, piodermiti ed altre), infezioni virali (verruche volgari, mollusco contagioso, infezioni da herpes simplex o herpes zoster, varicella), infezioni parassitarie e fungine (candidosi o dermatofitosi) e nella scabbia.

## Dosi terapeutiche
- Rinite allergica

Negli adulti e nei bambini con più di 12 anni è sufficiente eseguire per via intranasale 2 spruzzi in ciascuna narice, una volta al giorno.
- Dermatosi responsive ai corticosteroidi

Si applica uno strato sottile di crema, unguento o alcune gocce di soluzione cutanea una volta al giorno, in quantità sufficiente a ricoprire la zona di cute affetta. Si massaggia quindi delicatamente fino a far assorbire completamente il prodotto. Se  indicato dal medico può essere eseguito anche un bendaggio occlusivo.
- Asma bronchiale

Nei soggetti adulti e nei bambini con più di 12 anni di età è generalmente sufficiente l'inalazione per aerosol di 220-440 µg, una volta al giorno e preferibilmente la sera.

Nei pazienti che sono stati precedentemente trattati con corticosteroidi per via orale oppure in quei soggetti che non hanno risposto adeguatamente al dosaggio iniziale dopo 2 settimane di terapia, può essere necessario un dosaggio iniziale più elevato (massimo 880 µg/die).

Una volta raggiunto un adeguato controllo dell'asma si deve utilizzare una dose efficace più bassa possibile.